# Liste der Träger des Ritterkreuzes des Eisernen Kreuzes der Zerstörerwaffe
Die nachfolgende Liste der Träger des Ritterkreuzes des Eisernen Kreuzes der Zerstörerwaffe beinhaltet alle elf in der Literatur erwähnten Verleihungen des Ritterkreuzes des Eisernen Kreuzes an Angehörige der Zerstörerwaffe der Kriegsmarine von Mai 1940 bis Juli 1944.
Keinem der in der Zerstörerwaffe Ausgezeichneten wurde das Eichenlaub zum Ritterkreuz des Eisernen Kreuzes verliehen.

## Verleihungsübersicht
| Nummer | Name                                    | Ritterkreuz               | Position bei der Verleihung    | Letzter Dienstgrad in der Marine        |
| 1.     | Fregattenkapitän Erich Bey              | 9. Mai 1940               | Chef der 4. Zerstörerflottille | Konteradmiral (Kriegsmarine)            |
| 2.     | Korvettenkapitän Max-Eckart Wolff       | 4. August 1940            | Kommandant von Z 2             | Flottillenadmiral (Bundeswehr)          |
| 3.     | Fregattenkapitän Fritz Antek Berger     | 4. August 1940            | Chef der 1. Zerstörerflottille | Kapitän zur See (Kriegsmarine)          |
| 4.     | Kapitän zur See Friedrich Bonte         | 17. Oktober 1940 (postum) | Führer der Zerstörer           | Kommodore (Kriegsmarine)                |
| 5.     | Korvettenkapitän Hans Erdmenger         | 3. November 1940          | Kommandant von Z 21            | Kapitän zur See (Kriegsmarine)          |
| 6.     | Kapitän zur See Rolf Johannesson        | 7. Dezember 1942          | Kommandant von ZG 3            | Konteradmiral (Kriegsmarine/Bundeswehr) |
| 7.     | Fregattenkapitän Curt Rechel            | 8. Mai 1943               | Kommandant von ZG 3            | Kapitän zur See (Kriegsmarine)          |
| 8.     | Korvettenkapitän Martin Saltzwedel      | 15. Juni 1943             | Kommandant von Z 24            | Kapitän zur See (Kriegsmarine)          |
| 9.     | Kapitän zur See Alfred Schulze-Hinrichs | 15. Juni 1943             | Chef der 6. Zerstörerflottille | Kapitän zur See (Kriegsmarine)          |
| 10.    | Kapitän zur See Karl Smidt              | 15. Juni 1943             | Kommandant von Z 27            | Konteradmiral (Bundeswehr)              |
| 11.    | Kapitän zur See Theodor von Mauchenheim | 3. Juli 1944              | Chef der 8. Zerstörerflottille | Kapitän zur See (Kriegsmarine)          |